# Lajeosa do Dão
Lajeosa do Dão é uma vila portuguesa sede da Freguesia de Lajeosa do Dão do Município de Tondela, freguesia com 24,31 km² de área e 1537 habitantes (censo de 2021), tendo, por isso, uma densidade populacional de 63,2 hab./km².
A povoação de Lajeosa do Dão foi elevada à categoria de vila em 30 de Junho de 1999.
Os seus limites inscrevem-se entre a ligeira depressão da ribeira de Asnes e a linha de cristas sobranceiras à margem esquerda do rio Dão, distribuindo-se os povoados que integram a freguesia por largas extensões (15 km²) sitas à direita do Dão – Caldas e Corujeiro, Lageosa (sede da freguesia, com maior densidade demográfica), Vinhal, Teomil, Salgueiral - e aquela mais estreita faixa que assoma a margem esquerda – São Gemil, Furadoiro e Penedo.
Pode-se dizer que Lajeosa do Dão é um exemplo de prosperidade e crescimento. É lá que se situa a empresa de exportação de vinhos mais importante de Portugal.[carece de fontes?]

## Demografia
A população registada nos censos foi:
| Distribuição da População por Grupos Etários | Distribuição da População por Grupos Etários | Distribuição da População por Grupos Etários | Distribuição da População por Grupos Etários | Distribuição da População por Grupos Etários |
| -------------------------------------------- | -------------------------------------------- | -------------------------------------------- | -------------------------------------------- | -------------------------------------------- |
| Ano                                          | 0-14 Anos                                    | 15-24 Anos                                   | 25-64 Anos                                   | > 65 Anos                                    |
| 2001                                         | 301                                          | 277                                          | 1088                                         | 543                                          |
| 2011                                         | 209                                          | 190                                          | 920                                          | 621                                          |
| 2021                                         | 132                                          | 141                                          | 677                                          | 587                                          |

## Património

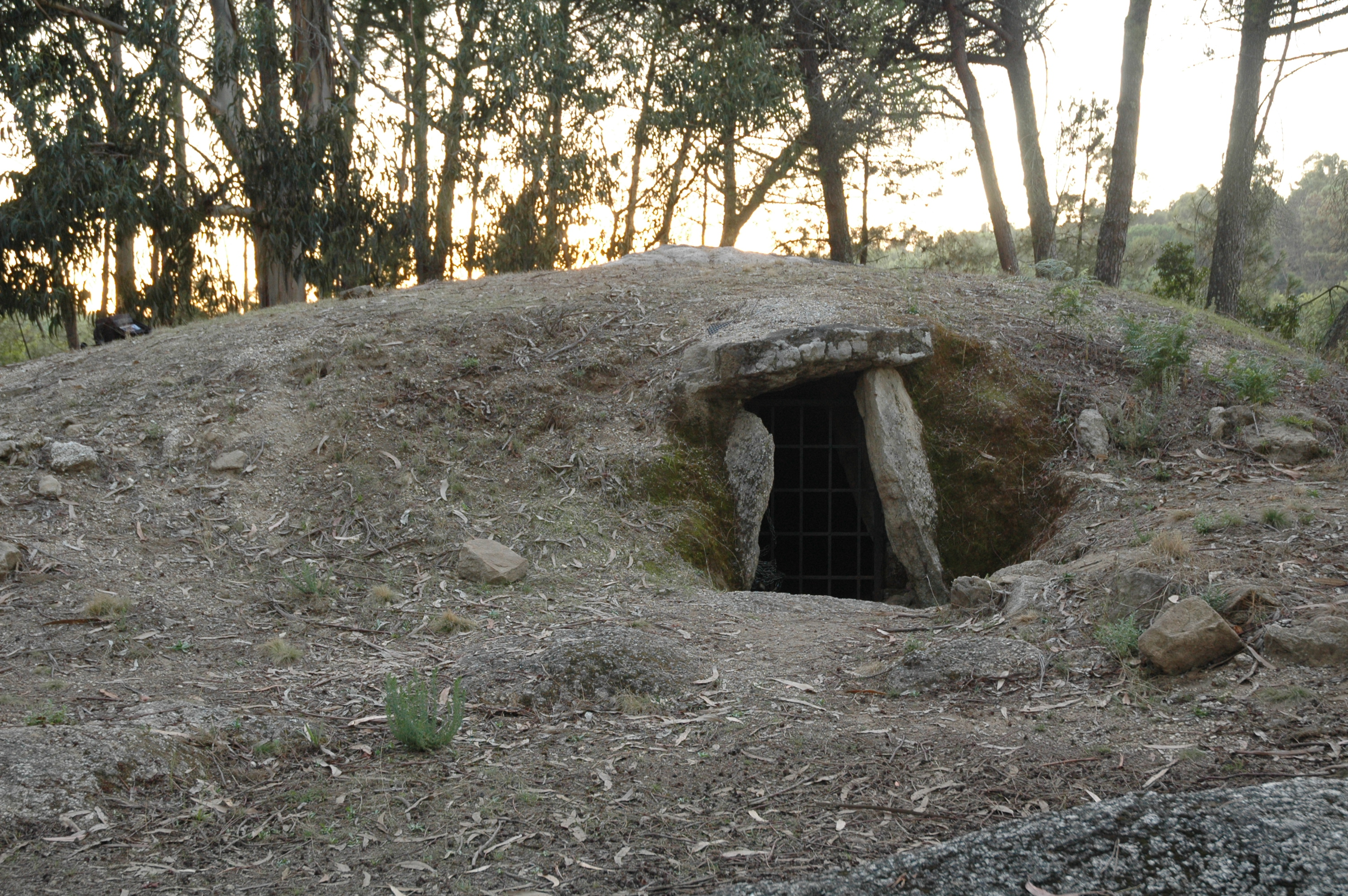
Anta da Arquinha da Moura

- Anta da Arquinha da Moura - Tem um historial recente, com cerca de 250 anos documentados, no entanto possui sepulturas antropomórficas, a Lage da Cabana e Santas Marinhas, que nos permitem pensar em origens mais afastadas situadas entre os 3000 e os 5000 anos.
- Termas de Sangemil